# هراستنیک
هراستنیک (به اسلوونیایی: Grobišče Senicatov graben) در اسلوونی با جمعیت ۵٬۵۶۱ نفر است که در lower styria واقع شده‌است.